# L'uomo dell'anno
L'uomo dell'anno (Man of the Year) è un film del 2006 diretto da Barry Levinson, con Robin Williams, Christopher Walken, Laura Linney, Lewis Black e Jeff Goldblum. È uscito negli USA il 13 ottobre 2006 e in Italia l'11 maggio 2007.
Williams interpreta il ruolo di Tom Dobbs, conduttore di un talk show, vagamente ispirato alle figure di Jon Stewart, Bill Maher, e Stephen Colbert, che in seguito a un'inaspettata richiesta del pubblico, decide di candidarsi alla presidenza degli Stati Uniti.

## Trama
Tom Dobbs è un popolarissimo comico, conduttore di un talk show politico-satirico. A seguito di un commento di una spettatrice e di oltre otto milioni di e-mail, nonché spinto dal suo manager Jack Menken, decide di candidarsi come indipendente alla presidenza degli Stati Uniti d'America. Dopo una campagna elettorale che non prevede spot televisivi e si conclude con una sua grandiosa partecipazione al dibattito tra i candidati, riesce a prevalere sugli altri due molto più accreditati avversari, il presidente uscente Kellogg (democratico) e il senatore Mills (repubblicano).
Il voto si è svolto in forma elettronica tramite un innovativo software sviluppato dalla società Delacroy. Eleanor Green, una programmatrice dell'azienda, scopre che la vittoria di Dobbs è dovuta a un bug del programma, che gli ha attribuito voti non suoi, e ne informa i suoi capi. Preoccupati delle ripercussioni sull'azienda, i vertici aziendali decidono di screditare la Green, facendola passare per una psicotica tossicodipendente, pretesto per il suo licenziamento.
Eleanor riesce comunque a mettersi in contatto con Dobbs, che non nasconde una certa attrazione per la donna, e gli rivela la verità. Dobbs ne parla con il suo manager Menken che, al di là dei dubbi sulla credibilità della programmatrice, lo esorta a non perdere la grande occasione di guidare il Paese.
Quando la Delacroy cerca di uccidere la Green, Dobbs svela in diretta televisiva di non essere il presidente designato scelto dal popolo e di avere capito, sedendosi alla scrivania presidenziale nella Sala ovale, che la sua vocazione non è il potere, ma sbertucciare i potenti.
I dirigenti della Delacroy sono arrestati per frode e Kellogg è rieletto presidente. Dobbs torna a condurre il suo talk show, più popolare che mai, con al fianco Eleanor Green, produttrice e moglie, e conquista la copertina della rivista TIME come uomo dell'anno.

## Produzione
Il film è stato girato a Toronto, ad Hamilton in Ontario e in parte a Washington. Inizialmente il regista Barry Levinson aveva pensato ad Howard Stern per il ruolo di Tom Dobbs. Impossibilitato a conciliare gli impegni già presi con i tempi delle riprese, Stern dovette rinunciare.

## Colonna sonora
- Alla festa di compleanno di Menken, la canzone che fa da sfondo alla chiacchierata tra Dobbs e la Green è Sotto le stelle del jazz di Paolo Conte.
- Nel film, durante una festa, è presente la canzone John the Revelator dei Depeche Mode.